# Чадович Микола Трохимович
Микола Трохимович Чадович (біл. Мікалай Трафімавіч Чадовіч, 29 жовтня 1948, Красна Слобода, Мінська область — пом.21 січня 2011, Мінськ) — білоруський російськомовний письменник-фантаст, автор детективів та перекладач. Усі свої художні твори він написав у співавторстві з Юрієм Брайдером.

## Біографія
Микола Чадович народився у селищі Красна Слобода Мінської області. Після закінчення школи він вступив до Мінського технікуму зв'язку, під час навчання в якому, у 1964 році, він познайомився з Юрієм Брайдером. Після завершення навчання в технікумі Чадович працював бригадиром у тролейбусному депо, а також заочно закінчив Московський інститут зв'язку. Наприкінці 70-х років ХХ століття Микола Чадович відновив знайомство з Юрієм Брайдером. Оскільки під час навчання в технікумі Брайдер полюбляв займатися літературною творчістю, то Чадович переконав його почати писати літературні твори у співавторстві. Одночасно Юрій Брайдер та Микола Чадович були членами мінського клубу шанувальників фантастики «Люстэрка часу». Першою спільною публікацією Брайдера і Чадовича стало оповідання «Порушник», опубліковане в мінській газеті «Знамя юности». Творчість початкуючих письменників помітив відомий на той час білоруський радянський письменник Володимир Шитик, який порекомендував обом співавторам взяти участь у семінарі для молодих письменників-фантастів у Малєєвці. Пізніше він разом із Брайдером, іноді самостійно, брав участь у семінарах Всесоюзного творчого об'єднання молодих письменників-фантастів при видавництві «Молода гвардія» у Малєєвці та Дубултах. З 1990 до 1998 року Микола Чадович працював редактором у мінському книжковому видавництві «Ерідан». Паралельно із створенням нових літературних творів Чадович займався перекладацькою діяльністю, переважно під псевдонімом Н. Краснослободський.
В останні роки свого життя письменник важко хворів. Помер Микола Чадович 21 січня 2011 року в Мінську.

## Літературна творчість
Наприкінці 70-х років ХХ століття Микола Чадович зробив пропозицію своєму одногрупнику по технікуму Юрію Брайдеру, який під час навчання в технікумі полюбляв займатися літературною творчістю, почати писати літературні твори у співавторстві. Перша публікація — оповідання «Порушник», опубліковане в мінській газеті «Знамя юности» в 1983 році. Зі слів дружини Юрія Брайдера, саме він був автором тексту всіх спільних творів обох письменників, а Чадович переважно просував твори у видавництвах, хоча інші особи наводять зовсім протилежні думки щодо авторства творів. Більшість творів авторів надруковані в московському видавництві «ЭКСМО» російською мовою, переважно завдяки приятельським відносинам із головним редактором видавництва Леонідом Шкуровичем. Початково фантастичні твори авторів переважно написані у стилі гумористичної та сатиричної фантастики, навіть з елементами абсурду. Пізніше письменники розпочали писати серії романів, ближчих до твердої наукової фантастики, проте в них можна побачити елементи героїчної фентезі, а пізніше також і фантастичного детективу. Найвідомішим циклом творів письменників є цикл «Стежка» про подорожі в паралельних світах, інший цикл «Особливий відділ», який написаний у жанрі фантастичного детективу, залишився незавершеним через передчасну смерть Брайдера. Після смерті Юрія Брайдера Микола Чадович також практично припинив літературну діяльність.
В останні роки життя спостерігався деякий конфлікт у відносинах Брайдера і Чадовича, спричинений розбіжностями у їх характерах, що побіжно підтверджував у інтерв'ю і Брайдер.
Окрім створення нових творів Микола Чадович займався перекладацькою діяльністю, переважно під псевдонімом Н. Краснослободський. У його доробку переклади російською мовою фентезійних творів Андре Нортон, а також детективів Джеймса Гедлі Чейза, Картера Брауна та Ерла Стенлі Ґарднера. Частина перекладів видана і під справжнім іменем письменника.

## Переклади
Твори Юрія Брайдера і Миколи Чадовича перекладені 14 мовами.

## Особисте життя
Микола Чадович був одружений та мав двох дочок.

## Премії
У 1999 та 2003 році разом із Юрієм Брайдером Микола Чадович отримав премію «Мандрівник» у номінації «Меч Румати». У 2000 та 2003 роках письменники стали лауреатами премії «Зоряний міст», у 2008 році письменники отримали ще одну премію «Зоряний міст», яка стала для Юрія Брайдера посмертною. У 2007 році Юрій Брайдер і Микола Чадович стали лауреатами премії «Зіланткон».